# La Riqueza Rusa
La Riqueza Rusa (en ruso: Русское богатство, romanización: Russkoye bogatstvo) fue una revista mensual literaria, política y científica publicada en San Petersburgo desde 1876 hasta mediados de 1918.

## Historia
La Riqueza Rusa estaba entre los periódicos más respetados e influyentes del país. Con frecuencia ocupaba las primeras posiciones en las clasificaciones de revistas literarias según las estadísticas de la demanda de los lectores proporcionadas por la Biblioteca Pública Imperial en San Petersburgo, que era la biblioteca más grande de Rusia en ese momento.

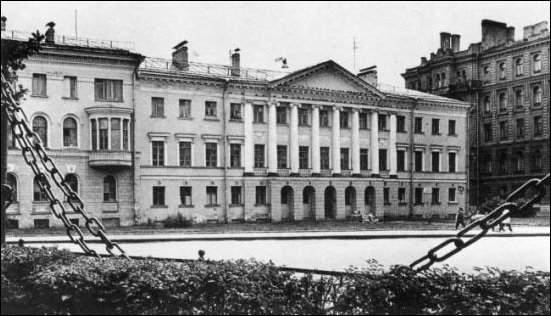
El edificio que albergaba la redacción de La Riqueza Rusa durante los años 1897-1918.

Las publicaciones de la revista destacaban por su excelente estilo y su accesibilidad para personas de diferentes niveles sociales: tanto lectores educados como aquellos sin un profundo conocimiento de literatura, ciencia y arte. Consistía en una sección literaria que reemplazaba a un libro, una sección de información y política similar a un periódico, y capítulos científicos y enciclopédicos que podían considerarse como un libro de texto. La revista contenía una gran cantidad de material ya que su volumen oscilaba entre 300 y 500 páginas.
Sus editores eran los críticos más famosos, publicistas y destacadas figuras literarias de Rusia, reconocidas en los círculos culturales y científicos. Entre sus páginas podemos encontrar nombres como Tolstói, Chejov, Korolenko, Gorki, Zlatovratsky, Kuprín o Mikhaylovsky.
Korolenko fue el último editor  jefe de la revista, después de la muerte de Mikhaylovsky en 1904. En septiembre de 1914 la revista cambió su nombre. Hasta marzo de 1917 se llamó Russkiye Zapiski (Notas Rusas). La revista era hostil hacia la Revolución de Octubre y abogaba por la convocatoria de una Asamblea Constituyente para tomar el poder en toda Rusia. Esta posición definió el destino de La Riqueza Rusa, que en 1918 fue cerrada debido a sus publicaciones antisoviéticas.